# George & Mildred
George & Mildred was een Britse komische serie die tussen 6 september 1976 en 25 december 1979 wekelijks werd uitgezonden door de Britse zender ITV. Er werden in vijf seizoenen 38 afleveringen gemaakt die allemaal geregisseerd werden door Peter Frazer-Jones. Deze serie uit de eind jaren zeventig was een spin-off van Man About the House (Man over de vloer), de serie uit de midden jaren zeventig, die tussen 1973 en 1976 op ITV te zien was. George & Mildred kregen in 1980 een eigen film. De voorbereidingen voor de kerstspecial van 1980 waren al begonnen, toen Yootha Joyce (Mildred) op 24 augustus 1980 overleed aan hepatitis. Er waren plannen voor een zesde en laatste reeks van de serie.

## Verhaal
George en Mildred Roper verhuizen van hun oude huis. De gemeente heeft de grond nodig waarop het huis staat en biedt de Ropers vervangende woonruimte aan op 46 Peacock Crescent in Hampton Wick. Het huis staat in een betere buurt en met name Mildred is blij met haar nieuwe omgeving. Aan George is het allemaal niet besteed, hij was liever in zijn oude buurtje gebleven. Mildred ergert zich mateloos aan de luie en werkeloze George die geen enkele interesse toont in de nieuwe sociale status die het huis met zich meebrengt.
Ook valt het hem niet op als Mildred naar de kapper is geweest of een nieuwe jurk heeft gekocht. Mildred moet George hier nadrukkelijk op wijzen waarna hij dan geen verschil blijkt te zien en Mildred kwaad op hem wordt.
Ook de buurman van de Ropers, Jeffrey Fourmile, ergert zich aan George Roper en in mindere mate aan diens vrouw. Fourmile is een snob die zijn eigen sociale status ziet dalen met deze onaangepaste buren. Zijn vrouw Ann is minder vooringenomen en kan het goed vinden met haar nieuwe buurvrouw. Het zoontje van de Fourmiles, de vroegwijze Tristram, kan weer bijzonder goed opschieten met de Ropers. George blijft plannetjes maken met zijn oude vriend Jerry, een scharrelaar die net als George een flair heeft voor luiheid en gemakkelijk geld verdienen. Samen drijven ze Mildred tot wanhoop en halen de woede van Fourmile over zich heen. Tot overmaat van ramp heeft Mildred ook nog te maken met haar zuster Ethel, die getrouwd is met de rijke Humphrey. Ethel voelt zich hoog verheven boven de Ropers en merkt niet eens dat Mildred allerlei opmerkingen maakt over haar leeftijd en sociale status.

## Rolverdeling
- Yootha Joyce (Mildred Roper)
- Brian Murphy (George Roper)
- Norman Eshley (Jeffrey Fourmile)
- Sheila Fearn (Ann Fourmile)
- Nicholas Bond-Owen (Tristram Fourmile)

De volgende personages doken af en toe op in een aflevering:
- Gretchen Franklin (moeder van Mildred en Ethel)
- Avril Elgar (Ethel) (bekakte zus van Mildred)
- Reginald Marsh (Humphrey) (zwager van George & Mildred, getrouwd met Ethel)
- Roy Kinnear (Jerry) (vriend van George, echt een handelaartje en manusje-van-alles)
- Garfield Morgan (Bridges)
- John Carlin (diverse rollen)
- John Lyons (diverse rollen)

De serie werd in Nederland vanaf 13 oktober 1978 uitgezonden.
Seizoen 1 is uitgebracht in Nederland, bestaande uit twee dvd's. De lancering van seizoen 2 werd 30 juni 2009 verwacht. Er staan ook afleveringen op de Best of British Comedy-reeks (bestaande uit vier delen). Het gaat hier om de eerste vier afleveringen van seizoen 1. Per deel staat achtereenvolgens één aflevering. De overige seizoenen zijn nog niet uit in Nederland, de film overigens wel.

## Afleveringen

### Seizoen 1
1. Moving On (6 september 1976) - George & Mildred moeten verhuizen omdat hun oude huis gesloopt wordt. Mildred heeft haar zinnen gezet op een woning in een deftige buurt, George vindt deze woning maar niks.
2. The Bad Penny (13 september 1976) - George & Mildred verhuizen. Ondertussen krijgen de Fourmiles bezoek van een parlementslid en haar man.
3. And Women Must Weep (20 september 1976) - George solliciteert bij het makelaarskantoor van buurman Jeffrey Fourmile en wordt afgewezen. Vervolgens neemt Fourmile Mildred aan.
4. Baby Talk (27 september 1976) - Mildred past een avond op Tristram, het zoontje van de Fourmiles. Ze wil vervolgens een kind adopteren, maar moet nog wel George overtuigen.
5. Your Money or Your Life (4 oktober 1976) - Een oom van George is overleden en Mildred ontdekt dat George al sinds 1952 geen premie heeft betaald voor zijn levensverzekering. Via buurman Fourmile sluit ze een nieuwe levensverzekering voor hem af.
6. Where My Caravan Has Rested (11 oktober 1976) - George ruilt zijn oude auto in voor een oude caravan. Mildreds zuster Ethel en haar man Humphrey komen het weekend logeren.
7. The Little Dog Laughed (18 oktober 1976) - George ergert zich enorm dat het hondje Truffles wordt voorgetrokken door Mildred. Vervolgens raakt hij de hond kwijt.
8. Best Foot Forward (25 oktober 1976) - George breekt zijn been als hij van het dak valt, omdat buurman Fourmile de ladder, die George zonder zijn toestemming leende, weghaalt als George nog op het dak zit. George dreigt Fourmile vervolgens aan te klagen.
9. My Husband Next Door (1 november 1976) - De Fourmiles gaan een week op vakantie naar Schotland. Mildred wil de kamer opnieuw laten behangen, maar George wil liever de hele week televisie kijken.
10. Family Planning (8 november 1976) - Mildred en haar zus Ethel maken zich zorgen om hun moeder, die vergeetachtig wordt. De vraag is wie moeder in huis moet nemen, niemand heeft daar zin in. Tot George in de pub met zijn schoonmoeder praat over haar toekomst.

### Seizoen 2
1. Jumble Pie (14 november 1977) - De parkiet van George, Oscar, is overleden. Mildred doneert oude spullen voor een rommelmarkt van de kerk, waaronder tuinmagazines van George. Maar zijn dat wel allemaal tuinmagazines?
2. All Around the Clock (21 november 1977) - Tijdens een weekje vakantie blijkt er te zijn ingebroken bij de Fourmiles. Er is onder meer een klokje vermist. Voor hun 24ste trouwdag heeft George voor Mildred uitgerekend zo'n klokje in de pub gekocht van een man.
3. The Travelling Man (28 november 1977) - George heeft zonder medeweten van Mildred een advertentie geplaatst waarin hij een huurder zoekt. Mildred is hier fel op tegen, tot de eerste kandidaat een aantrekkelijke man van middelbare leeftijd blijkt te zijn.
4. The Unkindest Cut of All (5 december 1977) - George heeft de elektriciteitsrekening ondanks diverse aanmaningen niet betaald en de elektriciteit wordt afgesloten. Uitgerekend op de dag dat Humphrey en Ethel komen eten. George probeert voor Mildred te verbergen dat de elektriciteit is afgesloten en verzint een oplossing.
5. The Right Way to Travel (12 december 1977) - Om goedkoop op vakantie te kunnen naar Mallorca besluit Mildred gebruik te maken van een aanbod van de Conservatieve Partij. George is echter een echte socialist.
6. The Dorothy Letters (18 december 1977) - George blijkt al jarenlang liefdesbrieven te schrijven naar een andere vrouw, een zekere Dorothy.
7. No Business Like Show Business (25 december 1977) - Het lokale amateurtoneelgezelschap, geleid door Jeffrey Fourmile, voert Assepoester op. Omdat er een lelijke zuster ontbreekt, krijgt Mildred deze rol. "Goed gecast", vindt George.

### Seizoen 3
1. Opportunity Knocks (7 september 1978) - Jerry, de maat van George wil George laten investeren in een bedenkelijk plan. Omdat George geen geld heeft en Mildred hem niks wil lenen, besluit hij zijn huis te koop te zetten. Ann Fourmile is ondertussen in verwachting.
2. And So to Bed (14 september 1978) - Het oude bed van George & Mildred begeeft het en ze besluiten een nieuw bed te kopen. Huurkoop blijkt de juiste oplossing. Ondertussen zet George geld in op drie paardenraces.
3. I Believe in Yesterday (21 september 1978) - Een oude vriend van Mildred neemt via haar moeder weer contact op voor een weerzien. Ze twijfelt om te gaan, maar ze besluit gehoor te geven aan de uitnodiging als George haar verbiedt te gaan. Dan besluit George ook maar dezelfde avond met een oude vriendin af te spreken.
4. The Four Letter Word (28 september 1978) - George is nog steeds werkeloos, als zwager Humphrey hem voorstelt bij hem in het bedrijf te komen werken. Als George op sollicitatiegesprek gaat blijkt Humphrey een weekendje weg te hebben gepland met zijn knappe secretaresse naar Jersey. Als Ethel de tickets vindt vertelt Humphrey haar dat de tickets voor George en Mildred zijn.
5. The Delivery Man (5 oktober 1978) - Ann Fourmile is hoogzwanger en moet de zaterdag erop bevallen, Jeffrey moet voor zaken naar Birmingham. Als hij weg is breken haar vliezen. George moet Ann vervolgens naar het ziekenhuis brengen, maar er is geen auto beschikbaar. In het ziekenhuis denkt iedereen dat George de vader is.
6. Life with Father (12 oktober 1978) - De vader van George verhuist naar het verzorgingshuis, als zijn huis gesloopt wordt. De volgende morgen staat hij al vroeg bij George & Mildred op de stoep.

### Seizoen 4
1. Just the Job (16 november 1978) - George solliciteert als parkeerwachter. Hij wordt tot zijn eigen verrassing aangenomen.
2. Days of Beer and Rosie (23 november 1978) - Een man komt in de pub en vertelt George dat hij zijn zoon is.
3. You Must Have Showers (30 november 1978) - Mildred wil een douche laten installeren. De offertes die George opvraagt zijn echter te duur, op een na.
4. All Work and No Pay (7 december 1978) - George heeft problemen met zijn chef-parkeerwacht, Mr. Higson en neemt ontslag. Hij durft dit echter niet aan Mildred te vertellen.
5. Nappy Days (14 december 1978) - Omdat Ann, Jeffrey en Tristram Fourmile naar een begrafenis moeten, mogen George & Mildred een dag op baby Tarquin passen. Mildred moet echter naar haar kunstgroepje 's avonds en de Fourmiles komen te laat terug vanwege autopech. George heeft echter een belangrijke dartsmatch en zit nog met de baby. Hoe lost hij dat op?
6. The Mating Game (21 december 1978) - Truffles is loops en George vindt dat ze geholpen moet worden. Als hij van de dierenarts hoort voor welke prijs hij puppy's kan verkopen is hij ineens enthousiast en hoopt hij dat Truffles snel kleintjes krijgt.
7. On the Second Day of Christmas (27 december 1978) - George en Mildred vervelen zich stierlijk op tweede kerstdag. Als ze worden uitgenodigd worden door Jeffrey en Ann Fourmile ontdekt hij het computerspelletje van Tristram en probeert hij daar wat aan te verdienen.

### Seizoen 5
1. Finders Keepers (24 oktober 1979) - George en Mildred vieren hun trouwdag. Tot positieve verbazing van Mildred koopt George een bontjas voor haar. Als Mildred van Ann Fourmile hoort dat George een creditcard heeft gevonden denkt ze dat hij met die creditcard een bontjas heeft gekocht.
2. In Sickness and in Health (31 oktober 1979) - Mildred moet een paar dagen naar het ziekenhuis wegens een blindedarmontsteking. George krijgt vervolgens zijn maat Jerry en een jongedame (volgens Jerry zijn nicht) te logeren. Als Mildred niets blijkt te mankeren en eerder terugkeert 's avonds, treft ze George met de jongedame aan.
3. The Last Straw (6 november 1979) - Na George is ook Mildred ervan overtuigd dat ze niet echt passen in Hampton Wick. Na een bezoek aan de flat waar George ooit opgeroeide besluiten ze te kijken of emigratie naar Australië iets voor hen is. Jeffrey Fourmile is hier erg enthousiast over.
4. A Driving Ambition (13 november 1979) - Mildred besluit rijles te nemen bij Mr. Bowles, maar George mag hier niets van weten.
5. A Military Pickle (27 november 1979) - George broer Charlie komt op bezoek en brengt een brief mee uit 1949 waaruit blijkt dat George verzaakt heeft in militaire dienst te gaan. George denkt vervolgens dat de politie na al die jaren nog altijd naar hem op zoek is.
6. Fishy Business (4 december 1979) - Bij een schoonmaakbeurt laat Mildred per ongeluk de goudvis van George in de gootsteen lopen. Vervolgens besluit George maar duiven te gaan houden, tot grote woede van Jeffrey Fourmile.
7. I Gotta Horse (18 december 1979) - Moeder is op bezoek bij Ethel en bladert door een magazine. Een beeld van een paard blijkt zo uniek te zijn dat er maar 2 van zijn in de hele wereld. Moeder vertelt vervolgens dat haar overleden man dit tweede beeld had en dat het na diens dood bij Mildred is terechtgekomen. Het blijkt veel geld waard te zijn en Ethel zet haar zinnen op het paard.
8. The Twenty Six Year Itch (25 december 1979) - George ontmoet een tijdelijke bardame in zijn pub met wie hij het goed kan vinden. Omdat Mildred met Jeffrey Fourmile naar een gala moet van de Conservatieven Partij nodigt George de bardame die zaterdagavond thuis uit.

## Film
De film verscheen eind 1980. De Fourmiles zijn gedegradeerd tot cameo-rollen. De woonkamer van de Ropers ziet er heel anders uit (qua kleur en inrichting, ook zit de deur naar de trap aan de andere kant). Bovendien speelt het grootste gedeelte van de film zich buiten het huis van de Ropers af.

## Trivia
- Elk seizoen kwam er een nieuwe leader. In de eerste leader waren het foto's uit hun verlovingsperiode. In een latere leader zit Mildred naast George in zijn motor met zijspan in de zijspan waarbij George dan wegrijdt en hij Mildred verbijsterd alleen in de zijspan achterlaat.